# Аравиан
Аравиа́н или Арабиа́н (др.-греч. Ἀραβιανός; лат. Arabianus; II век — начало III века) — раннехристианский писатель. Сведения о нём очень скудные. Аравиан жил во времена правления императора Севера, написал небольшие труды, относящиеся к христианской доктрине. Сочинения не сохранились.
Евсевий Кесарийский в своей книге «Церковная история» упоминает о Аравиане. 51 глава книги Иеронима Стридонского «О знаменитых мужах» посвящена Аравиану.